# Mark Sanchez
Mark Travis John Sánchez  (Long Beach, California, 11 de noviembre de 1986) es un exjugador de fútbol americano estadounidense que se desempeñaba en la posición de quarterback para los Washington Redskins de la NFL, fue seleccionado por los Jets en el Draft 2009 de la NFL, con la quinta selección global. Jugó a nivel universitario para los USC Trojans.Actualmente es analista de color para la cobertura de la NFL en Fox y Fox Sports 1
Sánchez nació y fue criado, en el área del Sur de California.  Al tener raíces mexicana, es un símbolo dentro de la identidad mexico-estadounidense, y modelo a seguir para los jóvenes.  En su única temporada como quarterback titular en USC, llevó a los Trojans a una marca de 12-1,  segundo lugar en el Coaches Poll, y tercer lugar en el AP Poll, ganó el Rose Bowl 2009, siendo elegido como  jugador ofensivo más valioso. Tras haber mostrado un interés inicial por permanecer hasta su última temporada en USC, al final decidió declararse elegible para el draft 2009 de la NFL.

## Carrera en High School
Sánchez fue a Santa Margarita Catholic High School durante dos años. Su primer intento de pase, como un sophomore (segundo año), fue un touchdown de 55 yardas. En Santa Margarita, sirvió de "pasa balones", para el futuro ganador al Trofeo Heisman y quarterback de la NFL, Carson Palmer.  Para su temporada júnior (tercer año) se transfirió a Mission Viejo High School, donde lanzó para 2600 yardas, con 29 touchdowns, y solo cuatro intercepciones y un porcentaje de pases completos de 75%.  Como sénior (cuarto año), Sánchez completó 114 de 186 pases para 1746 yardas, con 16 touchdowns y 2 intercepciones, llevando su equipo al campeonato estatal. Con Sánchez como quarterback, los Diablos de Mission Viejo 
tuvieron marca de 27-1.
En 2004, fue nombrado como "Jugador del Año" por varios reclutadores de nivel colegial, y fue considerado como el mejor quarterback de high school en 2005.  En el 2005 participó en el U.S. Army All-American Bowl. Sánchez fue fuertemente perseguido por varias universidades, incluyendo Texas, Notre Dame, Nebraska y Ohio State; al final eligió USC.  Muchos factores influenciaron su decisión, consideraba a Palmer su ídolo y quería seguir sus pasos, el campus le permitía estar cerca de su familia, y quería jugar para Pete Carroll, porque su sofisticado sistema, estilo profesional, resalta el atletisismo de los jugadores y su habilidad para tomar decisiones.

## Carrera Colegial

### 2005

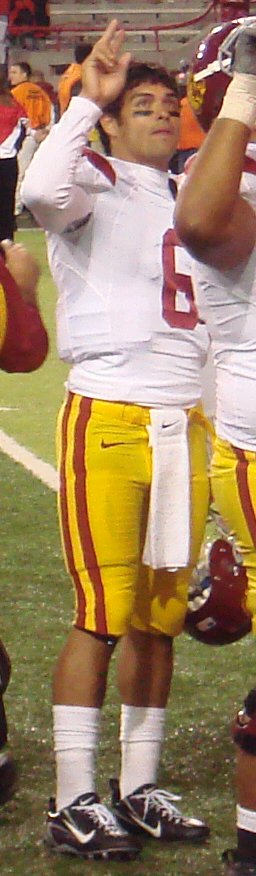
Sánchez en 2007.

Sánchez fue muy bien recibido en su llegada a USC.  No jugó en su año freshman (primer año), en cambio opto por tomar la temporada como "redshirt", durante este tiempo participó como el quarterback del equipo de reserva de USC.

### 2006
Para la temporada 2006, compitió por el puesto titular, Sánchez dirigió la ofensiva del primer equipo durante la primavera, ya que el entonces quarterback titular John David Booty fue sometido a una cirugía en la espalda después del primer día de prácticas de primavera, sin embargo los coaches se decidieron por Booty cuando este se recuperó en otoño, y estuvo listo para el inicio de la temporada.
En abril de 2006, Sánchez fue arrestado cuando una estudiante de USC lo acusó de asalto sexual.  Fue liberado de la cárcel el día siguiente, tras pagar una fianza de 200,000 dólares, pero USC lo puso en suspensión interina, lo cual prohibió que jugara ese año, sin embargo pudo tomar sus exámenes finales de semestre, separado de los estudiantes y bajo supervisión de la seguridad del campus.  El 3 de junio de 2006, la oficina del distrito del condado de Los Ángeles, anunció que no se presentarían cargos en contra de Sánchez debido a "la falta de evidencias suficientes más allá de una duda razonable", notando que el caso era "esencialmente una alegación de uno contra uno"."  La oficina del distrito del condado de Los Ángeles, dio a conocer la hoja de evaluación, donde se estipulaba que la víctima accedió a besar y tener "petting" (magreo) con Sánchez en su cama, y que repetitivamente rechazó la propuesta de Sánchez de tener relaciones sexuales, pero ella continuó teniendo otras actividades con él cuando Sánchez dejó de insistir en tener relaciones; la mujer después paso tiempo con otros estudiantes sin mencionar el incidente, y luego le dijo a su madre, quien llamó a la policía más tarde en la mañana. La mujer involucrada se fue de la universidad. USC reinstalo a Sánchez, pero siguió siendo objeto de la indisciplina por tomar alcohol siendo menor de edad, y usar identificación falsa la noche que fue arrestado.  Sánchez ya había sido detenido pero no arrestado por el departamento de seguridad pública de USC, por romper una ventana en una fiesta de fraternidad.
Como "redshirt" freshman (primer año), Sánchez sirvió como suplente del quaterback Booty, viendo tiempo de juego en tres partidos, pasando para 63 yardas sin touchdowns con una intercepción.

### 2007

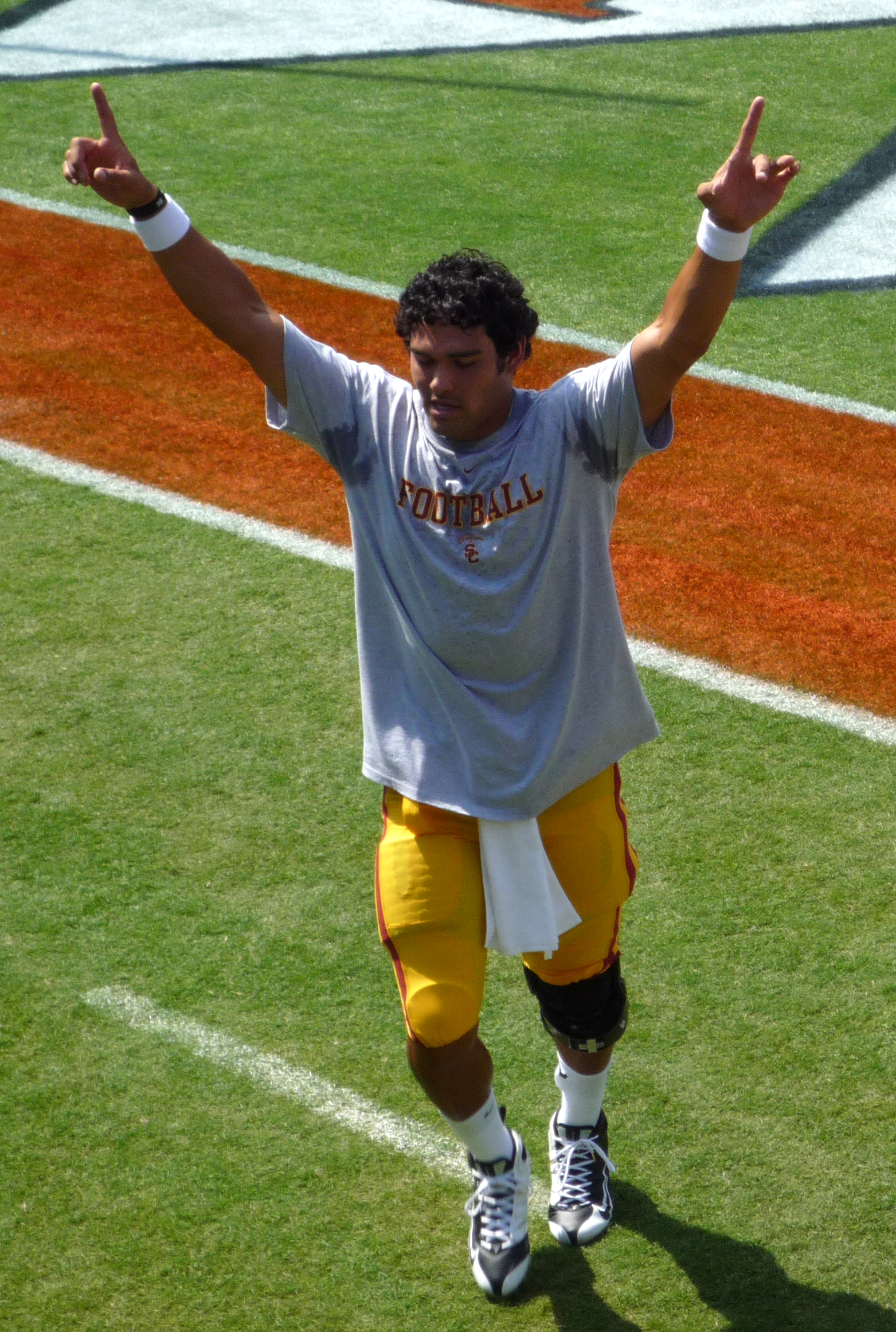
Sánchez sale del campo después de calentar antes del partido inaugural de la temporada 2008 en Virginia.

En las prácticas de otoño, antes de la temporada 2007, Sánchez se rompió el dedo pulgar de la mano con la que lanza, debido a la lesión se perdió el primer juego contra Idaho, regreso la siguiente semana como suplente del quarterback de último año John David Booty. A mediados de la temporada, Sánchez fue movido a quarterback titular para el juego contra Arizona, cuando Booty se rompió un dedo en su mano pasadora, durante la derrota 24-23 contra Stanford.
El 13 de octubre, Sánchez llevó a los Trojans a una victoria 20-13, superando una difícil primera mitad, donde sufrió 2 intercepciones claves, permitiendo a Arizona empatar el juego al medio tiempo, durante la segunda mitad, Sánchez completó 11 de 15 pases para 74 yardas, con un touchdown y una corrida clave de 10 yardas para primero y diez, terminó el juego con 19 de 31 pases completos, para 130 yardas con un touchdown y dos intercepciones.  Con Booty todavía lesionado, USC eligió a Sánchez para ser el titular por segunda semana consecutiva en la victoria contra Notre Dame, mejoró mucho, completando 21 de 38 pases, para 235 yardas con cuatro touchdowns sin intercepción. El 27 de octubre, Sánchez suplió por última vez al lesionado Booty, en el juego de visita en contra de Oregón, USC fue derrotado 24-17, Sánchez sufrió 2 intercepciones claves en la segunda mitad por el safety Matthew Harper. La primera resultó en un touchdown en el último cuarto que le dio la ventaja a Oregón de 14 puntos; la segunda terminó la última oportunidad de USC de regresar al juego. El aceptó públicamente la culpa por la derrota.
La siguiente semana, contra Oregon State, Booty regresó como quarterback titular, haciendo a Sánchez su suplente.  Sánchez terminó la temporada con 695 yardas, siete touchdowns y cinco intercepciones over the season.

### 2008

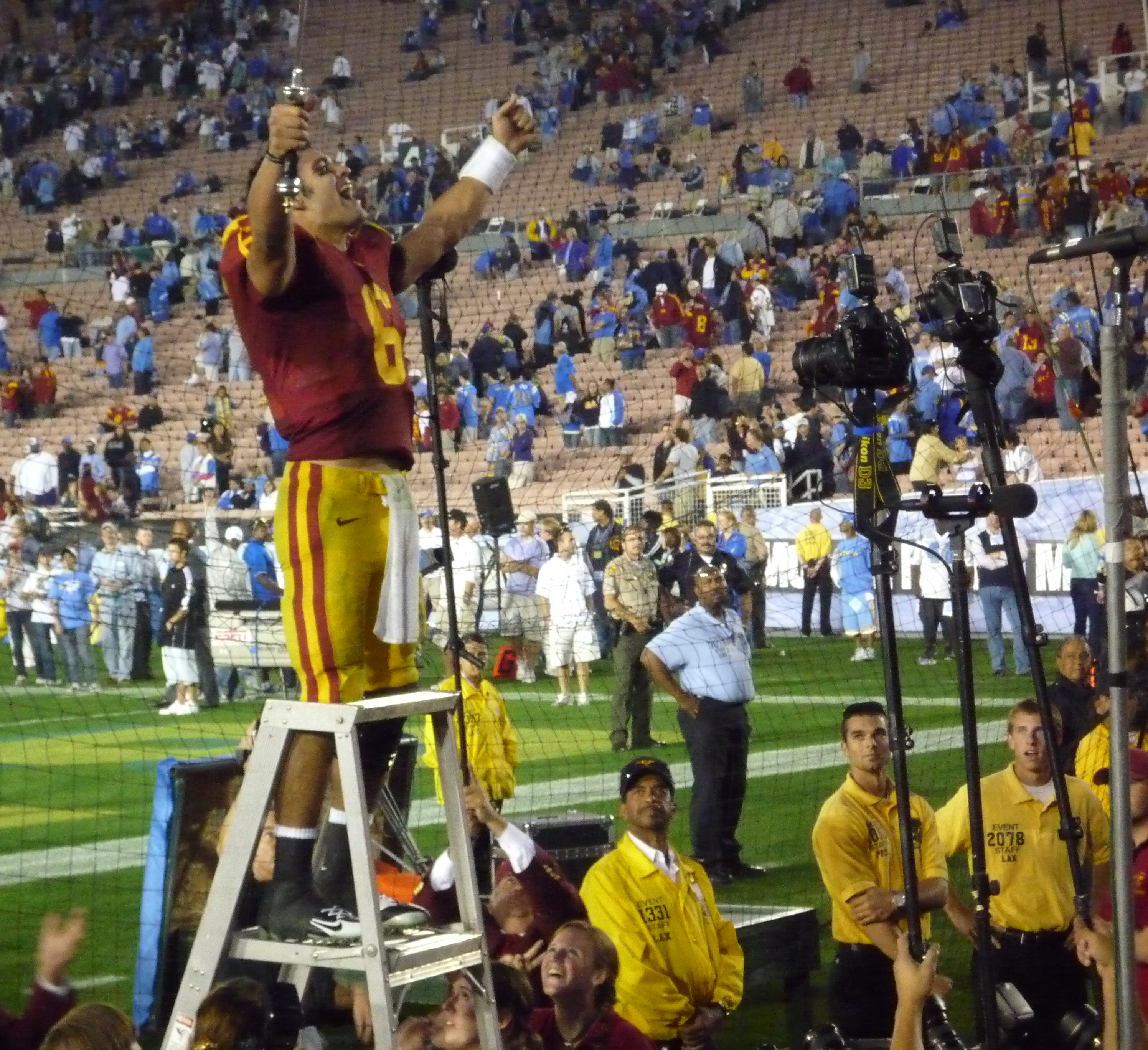
Mark Sánchez festeja con los aficionados tras la victoria en el último juego de la temporada contra UCLA.

Sánchez entró a las prácticas de primavera, antes del inicio de la temporada 2008, como el favorito para hacerse del puesto titular, pero tuvo una competencia muy fuerte debido a que los Arkansas Razorbacks, transfirieron a su titular Mitch Mustain, y al "redshirt" freshman Aaron Corp. Mustain, al igual que Sánchez un año antes, fue el mejor quarterback del país en salir de high school en 2006.  Al final de las prácticas de primavera, lo coaches de USC designaron a Sánchez como su quarterback titular. Durante la primera semana de las prácticas de otoño, Sánchez se dislocó la rodilla izquierda calentado para la práctica; los entrenadores fueron capaces de regresar la rodilla inmediatamente a su lugar.  Después de perderse casi tres semanas, Sánchez recibió alta médica y estuvo listo para jugar el primer partido de la temporada contra Virginia.  Antes del primer partido, Sánchez fue contactado por los tres anteriores quarterbacks entrendos por Carroll (Carson Palmer, Matt Leinart y John David Booty) quienes le desearon suerte y le aconsejaron.
En el primer partido en Virginia, Sánchez lanzó para una marca de carrera 338 yardas, completado 26 de 35 pases, para tres touchdowns y una intercepción.  La fundación Davey O'Brien lo nombró como el O'Brien Quarterback de la semana, y por su desempeño generó consideraciones para el Trofeo Heisman. Con Sánchez empezando todos los 13 juegos como quarterback, los Trojans terminaron la temporada 12-1, clasificados n.º 2 en el Coaches Poll y n.º 3 en el AP Poll. Ganó el MVP ofensivo del Rose Bowl 2009; sus 413 yardas por aire, son la cuarta mejor marca en la historia de USC, y la más alta desde que Carson Palmer lanzó 425 contra Notre Dame en 2002. Sánchez terminó la temporada con 34 pases de anotación, segundo en la historia de USC solo detrás de los 38 de Matt Leinart en 2003.  Terminó su temporada "redshirt" júnior (tercer año) con 3207 yardas, 34 touchdowns y 10 intercepciones.
Durante una conferencia de prensa su entrenador, Pete Carroll, dejó claro que él no estaba de acuerdo con la decisión de Sánchez de ingresar al draft del 2009, además le informó de la baja tasa de éxito de los QBs que abandonan la universidad anticipadamente para entrar en la NFL. A pesar del desacuerdo público, los dos se mantuvieron en contacto. Sánchez fue el primer quarterback de USC que agotar su elegibilidad y acudir al draft en su tercer año como lo hizo Todd Marinovich en la temporada de 1990 y fue un fracaso en la NFL.

## Carrera profesional

### Draft de la NFL de 2009
Después del Rose Bowl, Sánchez dijo que sería "difícil" dejar a USC por la NFL  y "probablemente no podría hacerlo"; hubiera entrado a su temporada "redshirt" sénior (último año) si se hubiera quedado. Sin embargo, con el anuncio de otros quarterbacks de "calibre NFL", como Sam Bradford, Tim Tebow y Colt McCoy, decidieron quedarse en la universidad para su último año, aparecieron rumores que indicaban que Sánchez usaría la oportunidad de ser uno de los dos primeros quarterbacks seleccionados en el Draft 2009.  El 15 de enero de 2009, anunció sus planes de olvidar su último año en USC, y entrar al Draft de la NFL 2009; continuó como estudiante de USC, y terminó sus estudios en la primavera del 2009, mientras se preparaba para el Draft.  Durante una conferencia de prensa, su entrenador Carroll dejó claro que el no estaba se acuerdo con la decisión de Sánchez, y le advirtió del poco éxito que tienen los quarterbacks que dejan la universidad antes para entrar a la NFL.  A pesar del desacuerdo público, los dos siguen siendo unidos.  Sánchez fue el primer quarterback de USC en salir antes a la NFL desde que Todd Marinovich lo hizo al terminar la temporada 1990.
Sánchez escogió a su hermano mayor y abogado, Nick Sánchez, para ser su agente. Fue uno de los doce jugadores de USC en ser invitado al NFL Scouting Combine 2009.

### New York Jets
El 25 de abril de 2009, en el Draft 2009 de la NFL, los New York Jets intecambiaron a los jugadores Kenyon Coleman, Brett Ratliff y Abram Elam, junto con sus selecciones de primera ronda (17.ª global) y de segunda ronda (52 global), por la selección de primera ronda de los Browns (5.ª global), para poder seleccionar a Sánchez.
El 10 de junio de 2009, Sánchez firmó un contrato con los Jets por cinco años con un valor de 50 millones de dólares, con 28 millones garantizados, automáticamente convirtiéndolo a los 22 años de edad en el jugador mejor pagado en la historia de los Jets, sin haber lanzado aún un pase como jugador profesional.

#### Temporada 2010
Tras clasificarse para los play offs en segundo lugar de la División Este de la AFC con marca de 11-5, los Jets ganaron el juego de Wild Card a los Indianapolis Colts (10-6) de Peyton Manning por un apretado marcador de 17-16. Ya en la ronda divisional, dejan en el camino sorpresivamente a los New England Patriots (14-2) de Tom Brady con un resultado de 28-21.
El juego de campeonato de la AFC pierden en contra de los Pittsburgh Steelers (12-4) por 24-19 quedando fuera del Super Bowl XLV.

#### Temporada 2011
Tras dos temporadas de llevar a su equipo a los playoffs Mark Sánchez terminó la temporada  2011 con una marca de 8-8 lo que empezó a crear controversia sobre su titularidad como mariscal de campo para los Jets.

#### Temporada 2012
En la pretemporada recibió muy poco apoyo de su equipo ya que los Jets intentaron traer a Manning al equipo y al no lograrlo se quedaron con Tim Tebow uno de los jugadores más famosos en la NFL, debido a esto Mark Sánchez ha sufrido una notable perdida de confianza y su equipo se encuentra con marca de 5-7, la última victoria de los Jets fue 6-7 frente a los Cardinals, pero a mitad del 3.er cuarto al estar en blanco Rex Ryan decidió meter al tercer quarterback Greg Mcelroy debido a la fractura de dos costillas de Tebow.

#### Temporada 2013
Mark Sánchez sufrió una lesión en el hombro el 24 de agosto de 2013 en el tercer partido de la pretemporada contra los Gigantes de Nueva York, después de haber sido derribado por Marvin Austin. Los Jets quien contrató al quarterback novato Geno Smith en el draft de 2013, quien debutó el 4 de septiembre con Sánchez todavía en rehabilitación de su lesión. El 14 de septiembre de 2013, Sánchez fue colocado en la reserva de lesionados debido a una designación para volver . Después de someterse a una cirugía de hombro el 8 de octubre de 2013, se anunció que se perdería el resto de la temporada. Después de mucha especulación con respecto a su futuro en Nueva York, los Jets le dan carta de libertad a Sánchez el 21 de marzo de 2014, el mismo día que los Jets firmaron a Michael Vick, el ex quarterback de los Eagles de Philadelphia.

## Vida personal

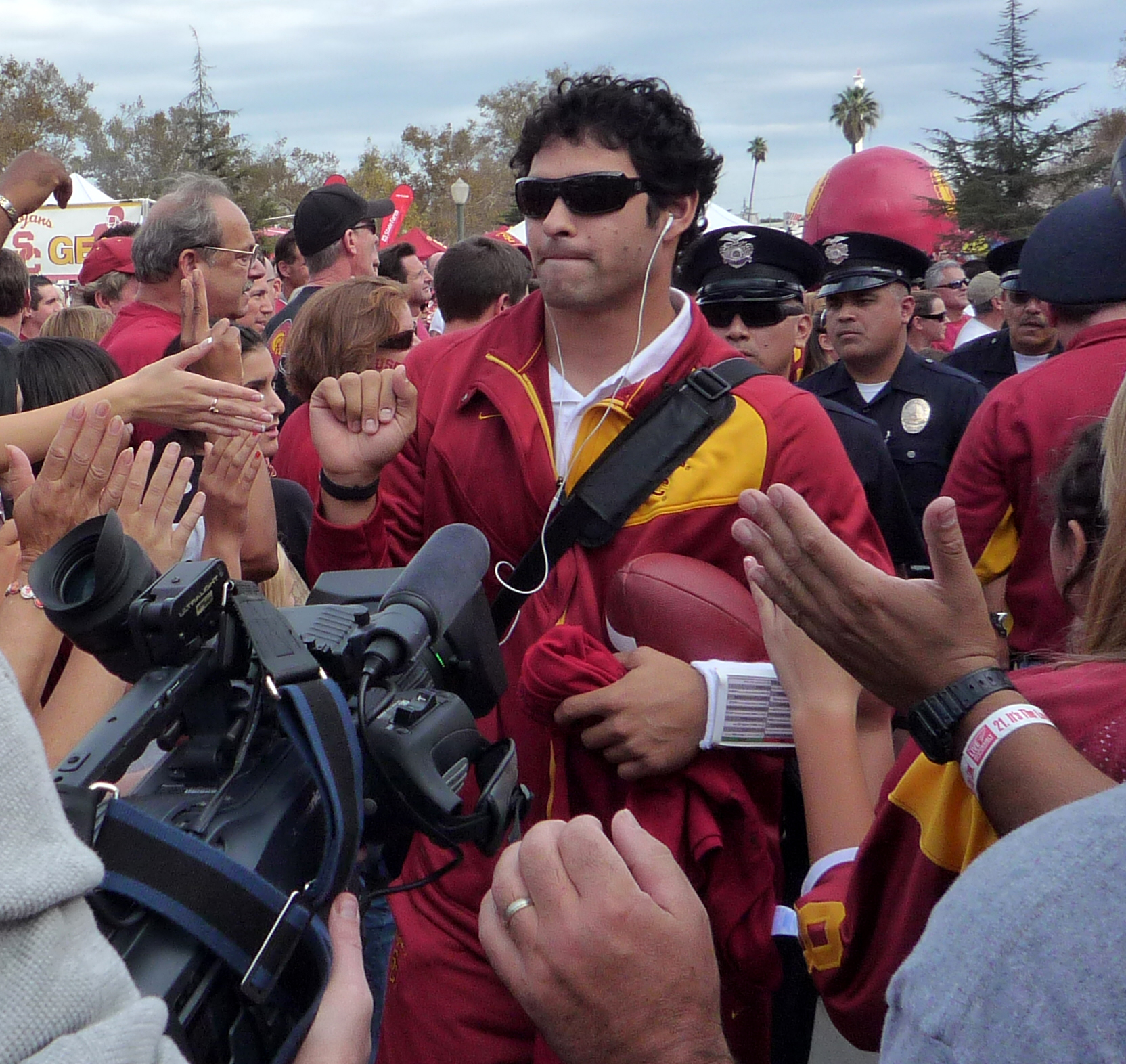
Sánchez en el tradicional previo "Trojan Walk".

Sánchez es mexicano-estadounidense de tercera generación. Su bisabuelo, Nicholas Sánchez, nació en Zacatecas, México; después emigró al sur de Texas, y en 1911, al Valle Central de California, donde el y su esposa trabajaron recolectando fruta y criaron una familia de seis hijos.  Nicholas Sánchez se asentó en Palo Verde en la sección de Chávez Ravine, pero fue desplazado cuando el gobierno limpio el terreno para convertirlo en dominio público, solo para construir el Dodger Stadium.
Otro de sus bisabuelos, Pedro Moreno de Jalisco, se mudó a Bisbee, Arizona, donde se convirtió en un exitoso inversionista de bienes raíces, antes de mudarse a Los Ángeles con su esposa y 16 hijos. El hijo de Nicholas Sánchez, Jorge, y la hija de Pedro Moreno, Juanita se casaron y formaron una familia; Jorge, un veterano de la Segunda Guerra Mundial, era un técnico en aeronáutica y su familia vivía en un barrio predomínate de afroamericanos al sur de Los Ángeles. El hijo más joven de Jorge y Juanita, Nick, se casó con una de las pocas mexicanas-estadounidenses en un barrio judío al este de Los Ángeles, la pareja tuvo tres hijos antes de divorciarse cuando Mark Sánchez tenía cuatro años; Mark y sus hermanos se quedaron con su padre, pero su madre se mantuvo cerca de ellos, y eventualmente se mudó a la misma ciudad.
Su padre Nick, es capitán de bomberos en Orange County, California. En la universidad, Nick Sánchez jugó como QB para la Universidad del Este de Los Ángeles.  Mark Sánchez creció en Whittier y en Pico Rivera; cuando tenía seis años se mudó con su padre y hermanos a Rancho Santa Margarita, un barrio predominante de caucásicos en Orange County.  Su padre se volvió a casar, y los educó con disciplina firme, para que fueran líderes y comunicadores. Sus dos hermanos mayores jugaron fútbol americano colegial: Nick Jr. asistió a la Universidad de Yale, donde jugó como quarterback (1992-94); Brandon asistió a la Universidad de DePauw, donde jugó como línea ofensiva.  Nick Jr. asistió también a la Universidad de leyes de USC, y es un abogado de negocios.
Cuando Mark Sánchez cambio de high school, la familia se mudó a una casa de renta en Mission Viejo.
Entre temporadas en USC, Sánchez trabajó como sous-chef en Phil Trani's, un restaurante en Long Beach.

## Estadísticas

### USC
La fuente de todas las estadísticas en USC es Rivals.com.
| Temporada | Equipo  | Partidos | PT | Pases     | Pases    | Pases       | Pases    | Pases | Pases | Acarreos     | Acarreos     | Acarreos | Acarreos    | Eficiencia de pase |
| Temporada | Equipo  | Partidos | PT | Completos | Intentos | % Completos | Yds Pase | TD    | INT   | Int Acarreos | Yds Acarreos | Promedio | TD Acarreos | Eficiencia de pase |
| --------- | ------- | -------- | -- | --------- | -------- | ----------- | -------- | ----- | ----- | ------------ | ------------ | -------- | ----------- | ------------------ |
| 2006      | USC     | 3        | 0  | 3         | 7        | 42,9        | 63       | 0     | 1     | 4            | -5           | -1,3     | 1           | 89.89              |
| 2007      | USC     | 6        | 3  | 69        | 114      | 60,5        | 695      | 7     | 5     | 14           | 22           | 1,6      | 0           | 123,22             |
| 2008      | USC     | 13       | 13 | 241       | 366      | 65,8        | 3.207    | 34    | 10    | 52           | 16           | 0.3      | 3           | 164,64             |
| Totales   | Totales | 22       | 16 | 313       | 487      | 64,3        | 3.965    | 41    | 16    | 70           | 33           | 0,5      | 4           | 153,9              |

### NFL

#### Temporada regular
La fuente de todas las estadísticas en la NFL es NFL.com.
| Temporada | Equipo  | Partidos | PT | Pases     | Pases    | Pases       | Pases    | Pases | Pases | Acarreos     | Acarreos     | Acarreos | Acarreos    | Eficiencia de pase |
| Temporada | Equipo  | Partidos | PT | Completos | Intentos | % Completos | Yds Pase | TD    | INT   | Int Acarreos | Yds Acarreos | Promedio | TD Acarreos | Eficiencia de pase |
| --------- | ------- | -------- | -- | --------- | -------- | ----------- | -------- | ----- | ----- | ------------ | ------------ | -------- | ----------- | ------------------ |
| 2009      | NYJ     | 15       | 15 | 196       | 364      | 53,8        | 2.244    | 12    | 20    | 36           | 106          | 2,9      | 3           | 63,0               |
| 2010      | NYJ     | 16       | 16 | 278       | 507      | 54,8        | 3.291    | 17    | 13    | 30           | 105          | 3,5      | 3           | 75,3               |
| 2011      | NYJ     | 16       | 16 | 308       | 543      | 56,7        | 3.474    | 26    | 18    | 37           | 103          | 2,8      | 6           | 78,2               |
| 2012      | NYJ     | 15       | 15 | 246       | 453      | 54,3        | 2.883    | 13    | 18    | 22           | 28           | 1,3      | 0           | 66,9               |
| 2013      | NYJ     | 0        | 0  | 0         | 0        | 0           | 0        | 0     | 0     | 0            | 0            | 0        | 0           | 0                  |
| 2014      | PHI     | 9        | 8  | 198       | 309      | 64,1        | 2.418    | 14    | 11    | 34           | 87           | 2,6      | 1           | 88.4               |
| 2015      | PHI     | 4        | 2  | 59        | 91       | 64.8        | 616      | 4     | 4     | 6            | 22           | 3,7      | 0           | 80,7               |
| 2016      | DEN     | 0        | 0  | 0         | 0        | 0           | 0        | 0     | 0     | 0            | 0            | 0        | 0           | 0                  |
| Totales   | Totales | 75       | 72 | 1.285     | 2.267    | 56,7        | 15.126   | 86    | 84    | 165          | 451          | 2,7      | 13          | 74,3               |

#### Playoffs
| Temporada | Equipo  | Partidos | PT | Pases     | Pases    | Pases       | Pases    | Pases | Pases | Acarreos     | Acarreos     | Acarreos | Acarreos    | Eficiencia de pase |
| Temporada | Equipo  | Partidos | PT | Completos | Intentos | % Completos | Yds Pase | TD    | INT   | Int Acarreos | Yds Acarreos | Promedio | TD Acarreos | Eficiencia de pase |
| --------- | ------- | -------- | -- | --------- | -------- | ----------- | -------- | ----- | ----- | ------------ | ------------ | -------- | ----------- | ------------------ |
| 2009      | NYJ     | 3        | 3  | 41        | 68       | 60,3        | 539      | 4     | 2     | 3            | -2           | -0,7     | 0           | 92,7               |
| 2010      | NYJ     | 3        | 3  | 54        | 89       | 60,7        | 616      | 5     | 1     | 5            | 11           | 2,2      | 0           | 95,5               |
| Totales   | Totales | 6        | 6  | 95        | 157      | 60,5        | 1.155    | 9     | 3     | 8            | 9            | 0,75     | 0           | 94,1               |